# Nowaste Logistics
Nowaste Logistics AB är ett svenskt aktiebolag och logistikbolag i Norden. Bolaget är dotterbolag till Everfresh AB och en del av Dole Plc (tidigare Dole Food Company och Total Produce Plc). Nowaste ombesörjer tredjepartslogistik inom ett flertal olika branscher och har kärnkompetens inom automation, IT och personal. 

## Historik
Fram till år 2008 var Nowaste Logistics logistikavdelningen på Everfresh AB, ett import och distributionsföretag inom segmentet för färska frukter och grönsaker i Norden. År 2008 bolagiserades logistikavdelningen i Everfresh och fick namnet Nowaste Logistics AB.  
Vid årsskiftet 2013/2014 tog företaget klivet in på marknaden för tredjepartslogistik. Bolaget växte snabbt och redan 2016 omsatte bolaget mer på externa uppdrag än koncernrelaterade tjänster. 

## Verksamhet
År 2020 hade Nowaste Logistics verksamheter inom bygg- och järnvaror, färska frukter och grönsaker, mejeri, kött- och chark, hobby och fritidsprodukter, konfektion/mode, heminredning, byggnadsmaterial, skor, kosmetik, alkohol, hälsa och hygien, leksaker m.fl.  
Bolaget började tidigt använda olika automatiserade lösningar. Företaget äger och utvecklar företaget flera av sina systemplattformar, däribland lagerhanteringssystemet (WMS). Företaget har idag verksamhet på ungefär 300 000m2 fördelat över ett antal olika anläggningar. 